# Роже Бернар III де Фуа
Роже Бернар III де Фуа (фр. Roger-Bernard III de Foix; ок. 1240 — 3 марта 1302, Тараскон) — граф де Фуа с 1265,  виконт де Кастельбон и де Сердань с 1260, сеньор Андорры 1260—1278, князь-соправитель Андорры с 1278, виконт де Беарн и де Габардан с 1290, сын графа Роже IV де Фуа и Брунисенды де Кардона. Также известен как трубадур.

## Биография
Согласно документу, составленному 25 июля 1260 года, Роже Бернар получил виконтства Кастельбон и Сердань, а также все владения дома Фуа «вне Пиренеев», включая Андорру.
После смерти отца 24 февраля 1265 унаследовал графство Фуа, в июле или августе того же года он принёс оммаж королю Франции Людовику IX.
В 1271 году Роже Бернар поддержал своего родственника, Жеро VI, графа д’Арманьяк, в борьбе против Жеро де Казобона, графа де Гор, которого поддерживал король Франции Филипп III Смелый. Вместе они захватили замок Сомпюи, истребив всех его защитников. Это вызвало недовольство короля Филиппа, который потребовал непокорных вассалов явиться к нему, однако Роже Бернар отказался подчиниться. В итоге графство Фуа оказалось захвачено Эсташем де Бомарше, графом д’Астарак, сенешалем Лангедока, а сам Роже Бернар по приказу короля 5 июня 1272 года оказался заключён в тюрьму в Каркассоне, где пробыл до 1273 года. Для того, чтобы вернуть свои владения, Роже Бернар был вынужден сопровождать Эсташа де Бомарше в походе против королей Арагона и Наварры.
В 1278 году у Роже Бернара возник конфликт с епископом Урхеля Пере д’Урткс по поводу владений виконтства де Кастельбо (долины Андорры). В итоге 8 сентября 1278 года между Роже Бернаром и епископом был заключён договор, по которому было создано княжество Андорра под совместным управлением графа де Фуа и епископа Урхеля. Позже из-за виконтства де Кастельбон возник конфликт и с королём Арагона Педро III. В итоге Роже Бернар попал в плен к Педро III в Балагье 22 июля 1280 года и оказался заключён в тюрьму в Сьюране, где пробыл до 1284 года. После освобождения Роже Бернар сопровождал короля Франции Филиппа III в Арагонском крестовом походе.
26 апреля 1290 года умер тесть Роже Бернара Гастон VII де Монкада, виконт де Беарн. Согласно его завещанию от 21 апреля все владения должна была унаследовать старшая дочь Констанция, титулярная графиня де Бигорр и виконтесса де Марсан. Однако бездетная Констанция завещает Беарн младшей сестре Маргарите, жены Роже Бернара. Воспользовавшись этим, Роже Бернар захватил Беарн, что вызвало жалобу епископа Лескара, однако король Франции, нуждавшийся в помощи графа де Фуа в борьбе против англичан, не стал препятствовать Роже Бернару, ограничившись конфискацией замков Лордат и Монреаль, а также обещанием графа 2 года воевать в Святой земле. Однако обещание выполнено не было, поскольку после падения Сен-Жан-д'Акр в 1291 году французы были вынуждены покинуть Палестину.
Права на Беарн у Роже Бернара оспорил граф Бернар VI д'Арманьяк, сын графа Жеро VI и Маты де Беарн, младшей сестры Маргариты. В 1293 году дело дошло до судебного поединка в Жизоре, предотвращённого лишь личным вмешательством короля. Этот конфликт в итоге перерос в настоящую войну, которая, то утихая из-за малолетства глав обоих домов, то разгораясь вновь, продолжалась практически весь XIV век — 89 лет. В 1295 году Роже Бернар был назначен губернатором в епископствах Ош, Дакс и Байоны, что также вызвало недовольство Бернара VI.
В 1296 году Роже Бернар вступил в конфликт с Бернаром Сессе, епископом Памье. В итоге епископ отлучил Роже Бернара от церкви. Однако епископ вступил в конфликт и с королём Франции Филиппом IV Красивым, боровшийся против папы Бонифация VIII, в результате чего Филипп IV поддержал Роже Бернара. В 1301 году Роже Бернар отправился ко двору короля в Санлис, где провёл переговоры о браке своего сына с родственницей короля Жанной д’Артуа. После возвращения в замок Тараскон Роже Бернар умер 3 марта 1302 года.

## Брак и дети

Объединённый герб графства де Фуа и виконтства де Беарн

Жена: с 14 октября 1252 года Маргарита де Монкада (ум. после 1310), виконтесса Беарна, дочь Гастона VII де Монкада, виконта Беарна, и Маты де Мата, виконтессы Марсана. Дети:
- Констанция (ум. после  8 сентября 1332); муж: с 10 февраля 1297 Жан I де Леви (ум. 21 февраля 1319), сеньор де Мирпуа и де Леви
- Мата; муж: с 31 октября 1294 Бернар V (ум. после 1326), граф д'Астарак
- Маргарита (ум. 1304); муж: с 30 ноября 1291 Бернар Журден III де Л'Иль-Журден (ум. 1340), сеньор де Л'Иль-Журден
- Брунисельда (ум. до 21 ноября 1324); муж: с 1298 Эли VII де Таллейран (ум. 1316), граф де Перигор
- Гастон I (1287 — 13 декабря 1315), граф де Фуа и виконт де Беарн с 1302